# 張之洞

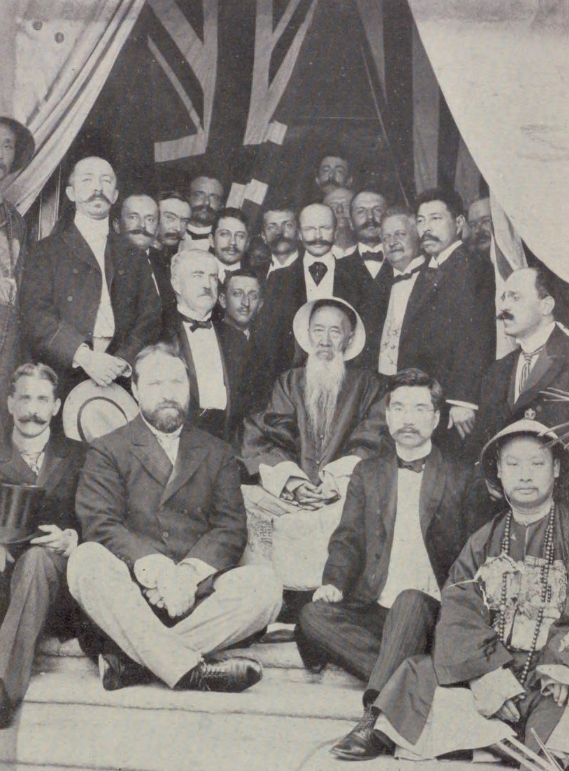
張之洞（中央）。漢口駐在外国領事・税関長らと。後列右端に永滝久吉。1905年。

張 之洞（ちょう しどう）は、中国清末の政治家。洋務派官僚として重要な役割を果たした。曽国藩・李鴻章・左宗棠とならんで「四大名臣」とも称される。字は孝達、号は香濤・香巌・壺公・無競居士・抱冰。従兄に同時代の政治家である張之万、子に張燕卿・張仁蠡、孫に張厚琬（この3名は、いずれも中華民国の政治家）・張厚粲（心理学者・中国人民政治協商会議全国委員会委員）などがいる。

## 生涯
道光17年（1837年）、知府である父・張鍈の四男として生まれる。実家は、唐代中期の政治家にして詩人である張九齢の弟・張九皋の末裔といわれ、代々官僚を輩出していた。
咸豊2年（1852年）に15歳で郷試に首席合格（解元）し、同治2年（1863年）に26歳で進士（探花）となり、同治3年（1864年）に翰林院編修、教習、文淵閣校理を歴任した。光緒6年（1880年）、西太后が強引に光緒帝を擁立したことを官僚の呉可読が死をもって諌めた際、西太后を支持する態度をとったことから引き立てられ、光緒7年（1881年）に侍読、侍講学士、光緒8年（1882年）に内閣学士を歴任、1880年代に山西巡撫、両広総督、湖広総督と昇進、主に武漢を拠点として洋務運動を推進し、富国強兵、殖産興業に努めた。
光緒6年に北のイリ地方を巡りロシア帝国と交渉を行い、リヴァディア条約でイリ地方の大幅な割譲と経済特権など不平等条約を認めた全権大使崇厚の厳罰を主張して朝廷へ提出、清仏戦争では引退した馮子材を起用、日清戦争においては唐景崧と共に台湾民主国を援助して台湾へ出兵した日本への抵抗を試みるなど強硬派としての主張が目立ったが、両戦争の敗北後は対外融和的な姿勢もみせた。
光緒16年（1890年）に鉱床が見つかった大冶鉄鉱山の開発をドイツと共に進め、光緒19年（1893年）に自強学堂（後の武漢大学）を創立、光緒20年（1894年）に自強軍を設立（後に袁世凱の新軍に編成）、外国借款を通じて鉄道敷設を推進するなど、外国資本と連携した国内開発を推進した。また、湖北・湖南の産物を外国へ輸出、外貨など経済的裏付けを取り貨幣改鋳と独自紙幣の発行で漢口を中心とした経済圏を作り上げた。
光緒24年（1898年）に起こった変法運動に対しては、変法派が組織していた強学会の会長を務めていたため理解を示していたが、著作である『勧学篇』（1898年）の中で「中体西用」の考えを示し、急進的すぎる改革を戒めた。戊戌の政変で変法派が追放されてからは逼塞していたが、光緒26年（1900年）の義和団の乱の際には唐才常ら自立軍の蜂起鎮圧、盛宣懐・張謇を通して劉坤一と共に東南互保を結び、光緒27年（1901年）には劉坤一と連名で「江楚会奏三折」と呼ばれる上奏で変法の詔勅を発布させた（光緒新政）。上奏では教育改革を唱え、光緒30年（1904年）に「奏定学堂章程」として政府から発布され光緒31年（1905年）の科挙の廃止、京師大学堂（後の北京大学）中心の近代教育整備に繋がった。
日本との関わりは深く、変法運動と政変前後の光緒24年に中国を訪問した日本の元首相伊藤博文と漢口で会談、漸進主義を重視する伊藤と意気投合、日本からコークスを輸入し八幡製鐵所に必要な鉄鉱石を日本へ輸出する契約を取り付けたり、『勧学篇』で日本を近代化に成功した国として見習い、留学して日本を通し西洋の学問を摂取すべきことを説いている。
光緒32年（1906年）には協弁大学士となり、軍機大臣も兼任した
宣統元年（1909年）、72歳で亡くなった。死後、文襄と諡された。著書に『勧学篇』のほか『広雅堂集』などがある。
文化大革命の際に埋葬された墓が破壊され遺体が行方不明となっていたが、2007年6月になって河北省滄州市で発見された。近年になってから張之洞は再評価され、2006年には張之洞記念館が設立された。

## 主な著作
- 『勧学篇』
  - 坂出祥伸抄訳、西順蔵・ 島田虔次編『中国古典文学大系 58 清末民国初政治評論集』平凡社、1971年。ISBN 4582312586。
  - 野村浩一抄訳、村田雄二郎責任編集『新編 原典中国近代思想史 第2巻 万国公法の時代 洋務・変法運動』、岩波書店、2010年。ISBN 9784000282222。
- 『書目答問（中国語版）』 - 図書目録。四部分類に「叢書部」を加えた先駆[12]。
- 『輶軒語』
  - 『輶軒語 : 清朝科挙受験指南』深澤一幸訳注、平凡社〈東洋文庫 ; 924〉、2025年。ISBN 9784582809244。